# Palais am Festungsgraben
Le palais am Festungsgraben, autrefois palais Donner, se trouve dans le quartier de Berlin-Mitte derrière la Neue Wache, près du théâtre Maxime-Gorki. Le palais tire son nom du fossé (Festungsgraben), un ancien canal de la Spree. Le palais héberge des installations originales comme le salon de thé tadjik offert à Erich Honecker par l'URSS.